# Beni Walid
Ne doit pas être confondu avec Beni Oulid.
Beni Ulid, Bani Walid ou Beni Oualid (arabe : بني وليد) est une ville libyenne situé dans le district de Misrata. Avant la réforme territoriale de 2007, la ville était la capitale du district de Bani Walid. La ville est située de part et d'autre de l'oued Merdum. C'est l'un des fiefs de la tribu Ouarfalla, l'une des plus puissantes de Libye.

## Guerre civile
Durant la Guerre civile libyenne, Beni Walid fut, avec Syrte et Sabha parmi les derniers bastions loyalistes. Les forces du CNT durent en effet défaire les soldats de la tribu des Ouarfalla, restés fidèles à Mouhammar Kadhafi.
Commandées par Musa Yanis et Daou al-al-Salhine Jadak (tué au combat le 28 septembre 2011, avec 10 autres combattants, sa voiture ayant été touchée par des tirs de roquettes pro-Kadhafi), les forces pro-CNT ont essuyé une importante résistance de la part des troupes loyalistes (environ 300 hommes, commandés, dit-on, par Saif al-Islam, fils de l'ex-dirigeant libyen).

### Pourparlers
Le 3 septembre, après l'échec des pourparlers entre représentants du CNT et chefs tribaux, les troupes du CNT se mettent en marche depuis Tarhuna. Le 6, l'annonce de l'assassinat de membres de la tribu Ourfalla qui étaient en pourparlers, et ce par des éléments loyalistes à l'intérieur de la ville, incite les forces révolutionnaires à lancer l'offensive.

### La première phase: l'assaut des troupes du C.N.T.
Le 8 septembre, un message de Kadhafi exhorte la population à demeurer loyaliste, tandis que les pro-Kadhafi bombardent Wadi Dinar, situé à 20 km environ de Beni Waldi.
Le 9, les forces du CNT (un convoi de 20 véhicules légers) annoncent leur entrée dans la ville par le nord-est : selon elles, un soldat révolutionnaire aurait été tué, avec deux soldats loyalistes. Dix pro-Kadhafi auraient également été faits prisonniers.
Le 10, les troupes anti-Kadhafi sortent de la ville, sortie opérée en corrélation avec la frappe d'appareils de l'OTAN sur les positions kadhafistes. Il semble également que les troupes du CNT aient enduré de lourdes pertes face à des troupes kadhafistes plus nombreuses que prévu (prétendument composées de membres de la Légion Thoria, police secrète de Kadhafi, ainsi que des soldats de la garde rapprochée de Khamis Kadhafi).
Le 11, des renforts massifs anti-Kadhafi affluent en direction des portes nord-est de la ville. Cette poussée est annoncée par le CNT comme ayant permis aux révolutionnaires de contrôler la majeure partie de la ville et de repousser les kadhafistes dans quelques retranchements, notamment autour du souk de la ville.
À partir du 14, de nombreux civils fuient la ville, encouragés par les troupes du CNT. Des armes lourdes sont alors déployées par les pro-CNT pour répondre aux tirs de leurs homologues kadhafistes.
Le 16, les troupes kadhafistes repoussent une nouvelle offensive révolutionnaire, et forcent les pro-CNT à se replier.
Le 18, une autre offensive du Conseil National de Transition, appuyée par des pick-up, se solde par une retraite précipitée des forces anti-Kadhafi.
Le 19, deux C-130 Hercules, originaires de Turquie, larguent des cartons d'aide humanitaire à l'intention des résidents de Bani Walid. L'un d'eux essuie des tirs en provenance du sol.
Du 21 au 24, des chars du CNT se mettent en mouvement vers Bani Walid, tandis que les estimations des observateurs étrangers font état d'une quarantaine de morts et de plus de 120 blessés côté révolutionnaire depuis le début des affrontements.
Les 27 et 28 septembre, les troupes kadhafistes contraignent les forces du CNT à se replier. Le 28, le commandant anti-Kadhafi Daou al-Salhine al-Jadak est tué avec 10 soldats dans un bombardement kadhafiste ayant touché son convoi.

### L'attaque de l'aéroport
Le 9 octobre, le CNT annonce la prise des villages de Teninai et Shuwaikh, ainsi que de l'aéroport de Bani Walid.

### Janvier 2012: nouveaux affrontements
Le 23 janvier 2012, environ 150 assaillants locaux attaquent la base principale de l'armée du régime libyen à Bani Walid. Huit soldats sont tués et plus de vingt autres sont blessés.
Le 25 janvier 2012, le ministre libyen de la Défense reconnaît officiellement le nouveau conseil tribal local comme la nouvelle autorité de Bani Walid.
En octobre 2012 une campagne armée pour reprendre la ville, couronnée de succès mais controversée, a été lancée.